# Эшер, Уильям
Уильям Эшер (англ. William Asher, 8 августа 1921, Нью-Йорк — 16 июля 2012) — американский продюсер, режиссёр, сценарист.

## Биография
Родился в семье актрисы Лиллиан Боннер и режиссёра Е. М. Эшера.
Его первой известной работой стал сериал «The Colgate Comedy Hour». Позже он стал снимать более популярные сериалы и фильмы такие как: «Я люблю Люси», «Наша мисс Брукс», «Строим комнату папе», «Невеста декабря», «Охотничье шоу Дианы Шор», «Салли», «Сумеречная зона», «Шоу Пэтти Дьюк», «Моя жена меня приворожила», где он достиг пика своей популярности и другие не менее известные фильмы и сериалы.
Со своей второй женой Элизабет Монтгомери они создали популярный проект «Моя жена меня приворожила». Было отснято 254 эпизода, но из-за развода продолжения не последовало.
В 2003 году Эшер получил звезду на Аллее Славы в Голливуде.

## Личная жизнь
Эшер был женат четыре раза. Самой известной его женой была Элизабет Монтгомери, от брака есть три ребёнка. Имеет семь детей. Большинство детей продвигаются в шоу-бизнесе и снимаются в фильмах и сериалах. Наиболее известен его приёмный сын — Джон Мэллори Эшер, который снялся в популярном телесериале «Чудеса науки».
Эшер скончался 16 июля 2012 года в связи с осложнениями болезни Альцгеймера.